# ATP-seizoen 2003
Het ATP-seizoen in 2003 bestond uit de internationale tennistoernooien, die door de ATP en ITF werden georganiseerd in het kalenderjaar 2003.
Het speelschema omvatte:
- 64 ATP-toernooien, bestaande uit de categorieën:
  - Tennis Masters Series: 9
  - ATP International Series Gold: 9
  - ATP International Series: 44
  - Tennis Masters Cup: eindejaarstoernooi voor de 8 beste tennissers/dubbelteams
  - World Team Cup: landenteamtoernooi, geen ATP-punten.
- 6 ITF-toernooien, bestaande uit de:
  - 4 grandslamtoernooien;
  - Davis Cup: landenteamtoernooi;
  - Hopman Cup: landenteamtoernooi voor gemengde tenniskoppels, geen ATP-punten.

In de onderstaande tabellen staat het overzicht van de ATP-toernooien, aangevuld met de grandslamtoernooien en teamwedstrijden die niet door de ATP maar door de ITF worden georganiseerd.

## Legenda
| Grand Slams                   |
| Tennis Masters Cup            |
| ATP Masters Series            |
| ATP International Series Gold |
| ATP International Series      |
| Toernooien voor teams         |

### Codering
De codering voor het aantal deelnemers.
128S/128Q/64D/32X
- 128 deelnemers aan hoofdtoernooi (S)
- 128 aan het kwalificatietoernooi (Q)
- 64 koppels in het dubbelspel (D)
- 32 koppels in het gemengd dubbel (X).

Alle toernooien worden in principe buiten gespeeld, tenzij anders vermeld.
RR = groepswedstrijden, (i) = indoor

## Speelschema

### Januari
| Week van              | Toernooi                                                                                            | Winnaar(s)                                   | Finalist(en)                          | Uitslag finale      |         |
| --------------------- | --------------------------------------------------------------------------------------------------- | -------------------------------------------- | ------------------------------------- | ------------------- | ------- |
| 30 december           | Hopman Cup Perth, Australië ITF gemengd teamcompetitie AU$ 1.000.000 - hardcourt (i) - 8 teams      | Verenigde Staten James Blake Serena Williams | Australië Lleyton Hewitt Alicia Molik | 3-0                 | details |
| 30 december           | AAPT Championships Adelaide, Australië ATP International Series $ 350.000 - hardcourt - 32S/32Q/16D | Nikolaj Davydenko                            | Kristof Vliegen                       | 6-2, 7-6(3)         | details |
| 30 december           | AAPT Championships Adelaide, Australië ATP International Series $ 350.000 - hardcourt - 32S/32Q/16D | Jeff Coetzee Chris Haggard                   | Maks Mirni Jeff Morrison              | 2-6, 6-4, 7-6(7)    | details |
| 30 december           | Tata Open Chennai, India ATP International Series $ 355.000 - hardcourt - 32S/32Q/16D               | Paradorn Srichaphan                          | Karol Kučera                          | 6-3, 6-1            | details |
| 30 december           | Tata Open Chennai, India ATP International Series $ 355.000 - hardcourt - 32S/32Q/16D               | Julian Knowle Michael Kohlmann               | František Čermák Leoš Friedl          | 7-6(1), 7-6(3)      | details |
| 30 december           | Qatar Open Doha, Qatar ATP International Series $ 975.000 - hardcourt - 32S/32Q/16D                 | Stefan Koubek                                | Jan-Michael Gambill                   | 6-4, 6-4            | details |
| 30 december           | Qatar Open Doha, Qatar ATP International Series $ 975.000 - hardcourt - 32S/32Q/16D                 | Martin Damm Cyril Suk                        | Mark Knowles Daniel Nestor            | 3-6, 6-1, 7-6(4)    | details |
| 6 januari             | Adidas International Sydney, Australië ATP International Series $ 355.000 - hardcourt - 32S/32Q/16D | Lee Hyung-taik                               | Juan Carlos Ferrero                   | 4-6, 7-6(6), 7-6(4) | details |
| 6 januari             | Adidas International Sydney, Australië ATP International Series $ 355.000 - hardcourt - 32S/32Q/16D | Paul Hanley Nathan Healey                    | Mahesh Bhupathi Joshua Eagle          | 7-6(3), 6-4         | details |
| 6 januari             | Heineken Open Auckland, Nieuw-Zeeland ATP International Series $ 355.000 - hardcourt - 32S/32Q/16D  | Gustavo Kuerten                              | Dominik Hrbatý                        | 6-3, 7-5            | details |
| 6 januari             | Heineken Open Auckland, Nieuw-Zeeland ATP International Series $ 355.000 - hardcourt - 32S/32Q/16D  | David Adams Robbie Koenig                    | Tomáš Cibulec Leoš Friedl             | 7-6(5), 3-6, 6-3    | details |
| 13 januari 20 januari | Australian Open Melbourne, Australië Grand Slam AU$ 18.180.000 - hardcourt 128S/128Q/64D/32X        | Andre Agassi                                 | Rainer Schüttler                      | 6-2, 6-2, 6-1       | details |
| 13 januari 20 januari | Australian Open Melbourne, Australië Grand Slam AU$ 18.180.000 - hardcourt 128S/128Q/64D/32X        | Michaël Llodra Fabrice Santoro               | Mark Knowles Daniel Nestor            | 6-4, 3-6, 6-3       | details |
| 13 januari 20 januari | Australian Open Melbourne, Australië Grand Slam AU$ 18.180.000 - hardcourt 128S/128Q/64D/32X        | Leander Paes Martina Navrátilová             | Todd Woodbridge Eléni Daniilídou      | 6-4, 7-5            | details |
| 27 januari            | Milan Indoor Milaan, Italië ATP International Series $ 355.000 - tapijt(i) - 32S/32Q/16D            | Martin Verkerk                               | Jevgeni Kafelnikov                    | 6-4, 5-7, 7-5       | details |
| 27 januari            | Milan Indoor Milaan, Italië ATP International Series $ 355.000 - tapijt(i) - 32S/32Q/16D            | Petr Luxa Radek Štěpánek                     | Tomáš Cibulec Pavel Vízner            | 6-4, 7-6(4)         | details |

### Februari
| Week van     | Toernooi | Winnaar(s)                         | Finalist(en)                      | Uitslag finale |         |
| ------------ | --- | ---------------------------------- | --------------------------------- | -------------- | ------- |
| 7-9 februari | Davis Cup (1e ronde) |                                    |                                   |                | details |
| 10 februari  | Open 13 Marseille, Frankrijk ATP International Series $ 475.000 - hardcourt (i) - 32S/32Q/16D                                    | Roger Federer                      | Jonas Björkman                    | 6-2, 7-6(6)    | details |
| 10 februari  | Open 13 Marseille, Frankrijk ATP International Series $ 475.000 - hardcourt (i) - 32S/32Q/16D                                    | Sébastien Grosjean Fabrice Santoro | Tomáš Cibulec Pavel Vízner        | 6-1, 6-4       | details |
| 10 februari  | Siebel Open San José, Verenigde Staten ATP International Series $ 355.000 - hardcourt (i) - 32S/32Q/16D                          | Andre Agassi                       | Davide Sanguinetti                | 6-3, 6-1       | details |
| 10 februari  | Siebel Open San José, Verenigde Staten ATP International Series $ 355.000 - hardcourt (i) - 32S/32Q/16D                          | Lee Hyung-taik Vladimir Voltsjkov  | Paul Goldstein Robert Kendrick    | 7-5, 4-6, 6-3  | details |
| 10 februari  | Bell South Open Viña del Mar, Chili ATP International Series $ 355.000 - gravel - 32S/32Q/16D                                    | David Sánchez                      | Marcelo Ríos                      | 1-6, 6-3, 6-3  | details |
| 10 februari  | Bell South Open Viña del Mar, Chili ATP International Series $ 355.000 - gravel - 32S/32Q/16D                                    | Agustín Calleri Mariano Hood       | František Čermák Leoš Friedl      | 6-3, 1-6, 6-4  | details |
| 17 februari  | Copa AT&T Buenos Aires, Argentinië ATP International Series $ 355.000 - gravel - 32S/32Q/16D                                     | Carlos Moyá                        | Guillermo Coria                   | 6-3, 4-6, 6-4  | details |
| 17 februari  | Copa AT&T Buenos Aires, Argentinië ATP International Series $ 355.000 - gravel - 32S/32Q/16D                                     | Mariano Hood Sebastián Prieto      | Lucas Arnold Ker David Nalbandian | 6-2, 6-2       | details |
| 17 februari  | ABN AMRO World Tennis Tournament Rotterdam, Nederland ATP International Series Gold $ 800.000 - hardcourt (i) - 32S/32Q/16D      | Maks Mirni                         | Raemon Sluiter                    | 7-6(3), 6-4    | details |
| 17 februari  | ABN AMRO World Tennis Tournament Rotterdam, Nederland ATP International Series Gold $ 800.000 - hardcourt (i) - 32S/32Q/16D      | Wayne Arthurs Paul Hanley          | Roger Federer Maks Mirni          | 7-6(3), 6-2    | details |
| 17 februari  | Kroger St. Jude Memphis, Verenigde Staten ATP International Series Gold $ 665.000 - hardcourt (i) - 48S/32Q/24D                  | Taylor Dent                        | Andy Roddick                      | 6-1, 6-4       | details |
| 17 februari  | Kroger St. Jude Memphis, Verenigde Staten ATP International Series Gold $ 665.000 - hardcourt (i) - 48S/32Q/24D                  | Mark Knowles Daniel Nestor         | Bob Bryan Mike Bryan              | 6-2, 7-6(3)    | details |
| 24 februari  | Copenhagen Open Kopenhagen, Denemarken ATP International Series $ 355.000 - hardcourt (i) - 32S/32Q/16D                          | Karol Kučera                       | Olivier Rochus                    | 7-6(4), 6-4    | details |
| 24 februari  | Copenhagen Open Kopenhagen, Denemarken ATP International Series $ 355.000 - hardcourt (i) - 32S/32Q/16D                          | Tomáš Cibulec Pavel Vízner         | Julian Knowle Michael Kohlmann    | 7-5, 5-7, 6-2  | details |
| 24 februari  | Dubai Tennis Championships Dubai, Verenigde Arabische Emiraten ATP International Series Gold $ 975.000 - hardcourt - 32S/32Q/16D | Roger Federer                      | Jiří Novák                        | 6-1, 7-6(2)    | details |
| 24 februari  | Dubai Tennis Championships Dubai, Verenigde Arabische Emiraten ATP International Series Gold $ 975.000 - hardcourt - 32S/32Q/16D | Leander Paes David Rikl            | Wayne Black Kevin Ullyett         | 6-3, 6-0       | details |
| 24 februari  | Abierto Mexicano Pegaso Acapulco, Mexico ATP International Series Gold $ 665.000 - gravel - 32S/32Q/16D                          | Agustín Calleri                    | Mariano Zabaleta                  | 7-5, 3-6, 6-3  | details |
| 24 februari  | Abierto Mexicano Pegaso Acapulco, Mexico ATP International Series Gold $ 665.000 - gravel - 32S/32Q/16D                          | Mark Knowles Daniel Nestor         | David Ferrer Fernando Vicente     | 6-3, 6-3       | details |

### Maart
| Week van | Toernooi | Winnaar(s)                        | Finalist(en)                      | Uitslag finale      |         |
| -------- | --- | --------------------------------- | --------------------------------- | ------------------- | ------- |
| 3 maart  | Delray Beach Int'l Tennis Championships Delray Beach, Verenigde Staten ATP International Series $ 355.000 - hardcourt - 32S/32Q/16D | Jan-Michael Gambill               | Mardy Fish                        | 6-0, 7-6(5)         | details |
| 3 maart  | Delray Beach Int'l Tennis Championships Delray Beach, Verenigde Staten ATP International Series $ 355.000 - hardcourt - 32S/32Q/16D | Leander Paes Nenad Zimonjić       | Raemon Sluiter Martin Verkerk     | 7-5, 3-6, 7-5       | details |
| 3 maart  | Franklin Templeton Tennis Classic Scottsdale, Verenigde Staten ATP International Series $ 355.000 - hardcourt - 32S/32Q/16D         | Lleyton Hewitt                    | Mark Philippoussis                | 6-4, 6-4            | details |
| 3 maart  | Franklin Templeton Tennis Classic Scottsdale, Verenigde Staten ATP International Series $ 355.000 - hardcourt - 32S/32Q/16D         | James Blake Mark Merklein         | Lleyton Hewitt Mark Philippoussis | 6-4, 6-7(2), 7-6(5) | details |
| 10 maart | Pacific Life Open Indian Wells, Verenigde Staten ATP Masters Series $ 2.200.000 - hardcourt - 64S/32Q/32D                           | Lleyton Hewitt                    | Gustavo Kuerten                   | 6-1, 6-1            | details |
| 10 maart | Pacific Life Open Indian Wells, Verenigde Staten ATP Masters Series $ 2.200.000 - hardcourt - 64S/32Q/32D                           | Wayne Ferreira Jevgeni Kafelnikov | Bob Bryan Mike Bryan              | 3-6, 7-5, 6-4       | details |
| 17 maart | NASDAQ-100 Open Miami, Verenigde Staten ATP Masters Series $ 3.000.000 - hardcourt - 96S/48Q/48D                                    | Andre Agassi                      | Carlos Moyá                       | 6-3, 6-3            | details |
| 17 maart | NASDAQ-100 Open Miami, Verenigde Staten ATP Masters Series $ 3.000.000 - hardcourt - 96S/48Q/48D                                    | Roger Federer Maks Mirni          | Leander Paes David Rikl           | 7-5, 6-3            | details |

### April
| Week van  | Toernooi | Winnaar(s)                    | Finalist(en)                       | Uitslag finale            |         |
| --------- | --- | ----------------------------- | ---------------------------------- | ------------------------- | ------- |
| 4-6 april | Davis Cup (kwartfinale)                                                                                                 |                               |                                    |                           | details |
| 7 april   | Grand Prix Hassan II Casablanca, Marokko ATP International Series $ 375.000 - gravel - 32S/32Q/16D                      | Julien Boutter                | Younes El Aynaoui                  | 6-2, 2-6, 6-1             | details |
| 7 april   | Grand Prix Hassan II Casablanca, Marokko ATP International Series $ 375.000 - gravel - 32S/32Q/16D                      | František Čermák Leoš Friedl  | Devin Bowen Ashley Fisher          | 6-3, 7-5                  | details |
| 7 april   | Estoril Open Estoril, Portugal ATP International Series $ 500.000 - gravel - 32S/32Q/16D                                | Nikolaj Davydenko             | Agustín Calleri                    | 6-4, 6-3                  | details |
| 7 april   | Estoril Open Estoril, Portugal ATP International Series $ 500.000 - gravel - 32S/32Q/16D                                | Mahesh Bhupathi Maks Mirni    | Lucas Arnold Ker Mariano Hood      | 6-1, 6-2                  | details |
| 14 april  | Monte-Carlo Rolex Masters Monte Carlo, Monaco ATP Masters Series $ 2.200.000 - gravel - 64S/32Q/32D                     | Juan Carlos Ferrero           | Guillermo Coria                    | 6-2, 6-2                  | details |
| 14 april  | Monte-Carlo Rolex Masters Monte Carlo, Monaco ATP Masters Series $ 2.200.000 - gravel - 64S/32Q/32D                     | Mahesh Bhupathi Maks Mirni    | Michaël Llodra Fabrice Santoro     | 6-4, 3-6, 7-6(6)          | details |
| 21 april  | Open SEAT Godó Barcelona, Spanje ATP International Series Gold $ 900.000 - gravel - 56S/28Q/28D                         | Carlos Moyá                   | Marat Safin                        | 5-7, 6-2, 6-2, 3-0 opgave | details |
| 21 april  | Open SEAT Godó Barcelona, Spanje ATP International Series Gold $ 900.000 - gravel - 56S/28Q/28D                         | Bob Bryan Mike Bryan          | Chris Haggard Robbie Koenig        | 6-4, 6-3                  | details |
| 21 april  | U.S. Men's Clay Court Championships Houston, Verenigde Staten ATP International Series $ 355.000 - gravel - 32S/32Q/16D | Andre Agassi                  | Andy Roddick                       | 3-6, 6-3, 6-4             | details |
| 21 april  | U.S. Men's Clay Court Championships Houston, Verenigde Staten ATP International Series $ 355.000 - gravel - 32S/32Q/16D | Mark Knowles Daniel Nestor    | Jan-Michael Gambill Graydon Oliver | 6-4, 6-3                  | details |
| 28 april  | BMW Open München, Duitsland ATP International Series $ 355.000 - gravel - 32S/32Q/16D                                   | Roger Federer                 | Jarkko Nieminen                    | 6-1, 6-4                  | details |
| 28 april  | BMW Open München, Duitsland ATP International Series $ 355.000 - gravel - 32S/32Q/16D                                   | Wayne Black Kevin Ullyett     | Joshua Eagle Jared Palmer          | 6-3, 7-5                  | details |
| 28 april  | CAM Open Comunidad Valenciana Valencia, Spanje ATP International Series $ 375.000 - gravel - 32S/32Q/16D                | Juan Carlos Ferrero           | Christophe Rochus                  | 6-2, 6-4                  | details |
| 28 april  | CAM Open Comunidad Valenciana Valencia, Spanje ATP International Series $ 375.000 - gravel - 32S/32Q/16D                | Lucas Arnold Ker Mariano Hood | Brian MacPhie Nenad Zimonjić       | 6-1, 6-7(7), 6-4          | details |

### Mei
| Week van      | Toernooi | Winnaar(s)                      | Finalist(en)                       | Uitslag finale   |         |
| ------------- | --- | ------------------------------- | ---------------------------------- | ---------------- | ------- |
| 5 mei         | Telecom Italia Masters Rome, Italië ATP Masters Series $ 2.200.000 - gravel - 56S/28Q/24D                                | Félix Mantilla                  | Roger Federer                      | 7-5, 6-2, 7-6(8) | details |
| 5 mei         | Telecom Italia Masters Rome, Italië ATP Masters Series $ 2.200.000 - gravel - 56S/28Q/24D                                | Wayne Arthurs Paul Hanley       | Michaël Llodra Fabrice Santoro     | 6-1, 6-3         | details |
| 12 mei        | Hamburg Masters Hamburg, Duitsland ATP Masters Series $ 2.200.000 - gravel - 48S/24Q/16D                                 | Guillermo Coria                 | Agustín Calleri                    | 6-3, 6-4, 6-4    | details |
| 12 mei        | Hamburg Masters Hamburg, Duitsland ATP Masters Series $ 2.200.000 - gravel - 48S/24Q/16D                                 | Mark Knowles Daniel Nestor      | Mahesh Bhupathi Maks Mirni         | 6-4, 7-6(10)     | details |
| 19 mei        | ARAG World Team Cup Düsseldorf, Duitsland ATP World Team Championship $ 1.850.000 - gravel - 8 teams (RR)                | Chili                           | Tsjechië                           | 2-1              | details |
| 19 mei        | Internationaler Raiffeisen Grand Prix Sankt Pölten, Oostenrijk ATP International Series $ 355.000 - gravel - 32S/32Q/16D | Andy Roddick                    | Nikolaj Davydenko                  | 6-3, 6-2         | details |
| 19 mei        | Internationaler Raiffeisen Grand Prix Sankt Pölten, Oostenrijk ATP International Series $ 355.000 - gravel - 32S/32Q/16D | Simon Aspelin Massimo Bertolini | Sargis Sargsian Nenad Zimonjić     | 6-4, 6-7(8), 6-3 | details |
| 26 mei 2 juni | Roland Garros Parijs, Frankrijk Grand Slam $ 7.202.717 - gravel 128S/128Q/64D/32X                                        | Juan Carlos Ferrero             | Martin Verkerk                     | 6-1, 6-3, 6-2    | details |
| 26 mei 2 juni | Roland Garros Parijs, Frankrijk Grand Slam $ 7.202.717 - gravel 128S/128Q/64D/32X                                        | Bob Bryan Mike Bryan            | Paul Haarhuis Jevgeni Kafelnikov   | 7-6(3), 6-3      | details |
| 26 mei 2 juni | Roland Garros Parijs, Frankrijk Grand Slam $ 7.202.717 - gravel 128S/128Q/64D/32X                                        | Mike Bryan Lisa Raymond         | Mahesh Bhupathi Jelena Lichovtseva | 6-3, 6-4         | details |

### Juni
| Week van        | Toernooi | Winnaar(s)                       | Finalist(en)                 | Uitslag finale      |         |
| --------------- | --- | -------------------------------- | ---------------------------- | ------------------- | ------- |
| 9 juni          | Stella Artois Championships Londen, Verenigd Koninkrijk ATP International Series $ 775.000 - gras - 56S/32Q/24D | Andy Roddick                     | Sébastien Grosjean           | 6-3, 6-3            | details |
| 9 juni          | Stella Artois Championships Londen, Verenigd Koninkrijk ATP International Series $ 775.000 - gras - 56S/32Q/24D | Mark Knowles Daniel Nestor       | Mahesh Bhupathi Maks Mirni   | 5-7, 6-4, 7-6(3)    | details |
| 9 juni          | Gerry Weber Open Halle, Duitsland ATP International Series $ 775.000 - gras - 32S/32Q/16D                       | Roger Federer                    | Nicolas Kiefer               | 6-1, 6-3            | details |
| 9 juni          | Gerry Weber Open Halle, Duitsland ATP International Series $ 775.000 - gras - 32S/32Q/16D                       | Jonas Björkman Todd Woodbridge   | Martin Damm Cyril Suk        | 6-3, 6-4            | details |
| 16 juni         | Ordina Open Rosmalen, Nederland ATP International Series $ 355.000 - gras - 32S/32Q/16D                         | Sjeng Schalken                   | Arnaud Clément               | 6-3, 6-4            | details |
| 16 juni         | Ordina Open Rosmalen, Nederland ATP International Series $ 355.000 - gras - 32S/32Q/16D                         | Martin Damm Cyril Suk            | Donald Johnson Leander Paes  | 7-5, 7-6(4)         | details |
| 16 juni         | Samsung Open Nottingham, Verenigd Koninkrijk ATP International Series $ 355.000 - gras - 32S/23Q/16D            | Greg Rusedski                    | Mardy Fish                   | 6-3, 6-2            | details |
| 16 juni         | Samsung Open Nottingham, Verenigd Koninkrijk ATP International Series $ 355.000 - gras - 32S/23Q/16D            | Bob Bryan Mike Bryan             | Joshua Eagle Jared Palmer    | 7-6(3), 4-6, 7-6(4) | details |
| 23 juni 30 juni | Wimbledon Londen, Verenigd Koninkrijk Grand Slam £ 9.373.990 - gras 128S/128Q/64D/16Q/48X                       | Roger Federer                    | Mark Philippoussis           | 7-6, 6-2, 7-6       | details |
| 23 juni 30 juni | Wimbledon Londen, Verenigd Koninkrijk Grand Slam £ 9.373.990 - gras 128S/128Q/64D/16Q/48X                       | Jonas Björkman Todd Woodbridge   | Mahesh Bhupathi Maks Mirni   | 3-6, 6-3, 7-6, 6-3  | details |
| 23 juni 30 juni | Wimbledon Londen, Verenigd Koninkrijk Grand Slam £ 9.373.990 - gras 128S/128Q/64D/16Q/48X                       | Leander Paes Martina Navrátilová | Andy Ram Anastasia Rodionova | 6-3, 6-3            | details |

### Juli
| Week van | Toernooi | Winnaar(s)                           | Finalist(en)                     | Uitslag finale          |         |
| -------- | --- | ------------------------------------ | -------------------------------- | ----------------------- | ------- |
| 7 juli   | Miller Lite Hall of Fame Tennis Championships Newport, Verenigde Staten ATP International Series $ 355.000 - gras - 32S/32Q/16D | Robby Ginepri                        | Jürgen Melzer                    | 6-4, 6-7(3), 6-1        | details |
| 7 juli   | Miller Lite Hall of Fame Tennis Championships Newport, Verenigde Staten ATP International Series $ 355.000 - gras - 32S/32Q/16D | Jordan Kerr David Macpherson         | Julian Knowle Jürgen Melzer      | 7-6(4), 6-3             | details |
| 7 juli   | Synsam Swedish Open Båstad, Zweden ATP International Series $ 355.000 - gravel - 32S/32Q/16D                                    | Mariano Zabaleta                     | Nicolás Lapentti                 | 6-3, 6-4                | details |
| 7 juli   | Synsam Swedish Open Båstad, Zweden ATP International Series $ 355.000 - gravel - 32S/32Q/16D                                    | Simon Aspelin Massimo Bertolini      | Lucas Arnold Ker Mariano Hood    | 6-7(3), 6-0, 6-4        | details |
| 7 juli   | Allianz Suisse Open Gstaad Gstaad, Zwitserland ATP International Series $ 525.000 - gravel - 32S/22Q/16D                        | Jiří Novák                           | Roger Federer                    | 5-7, 6-3, 6-3, 1-6, 6-3 | details |
| 7 juli   | Allianz Suisse Open Gstaad Gstaad, Zwitserland ATP International Series $ 525.000 - gravel - 32S/22Q/16D                        | Leander Paes David Rikl              | František Čermák Leoš Friedl     | 6-3, 6-3                | details |
| 14 juli  | Priority Telecom Dutch Open Amersfoort, Nederland ATP International Series $ 355.000 - gravel - 32S/32Q/16D                     | Nicolás Massú                        | Raemon Sluiter                   | 6-4, 7-6(3), 6-2        | details |
| 14 juli  | Priority Telecom Dutch Open Amersfoort, Nederland ATP International Series $ 355.000 - gravel - 32S/32Q/16D                     | Devin Bowen Ashley Fisher            | Chris Haggard André Sá           | 6-0, 6-4                | details |
| 14 juli  | Mercedes Cup Stuttgart, Duitsland ATP International Series Gold $ 665.000 - gravel - 48S/32Q/16D                                | Guillermo Coria                      | Tommy Robredo                    | 6-2, 6-2, 6-1           | details |
| 14 juli  | Mercedes Cup Stuttgart, Duitsland ATP International Series Gold $ 665.000 - gravel - 48S/32Q/16D                                | Tomáš Cibulec Pavel Vízner           | Jevgeni Kafelnikov Kevin Ullyett | 3-6, 6-3, 6-4           | details |
| 21 juli  | Croatia Open Umag, Kroatië ATP International Series $ 375.000 - gravel - 32S/32Q/16D                                            | Carlos Moyá                          | Filippo Volandri                 | 6-4, 3-6, 7-5           | details |
| 21 juli  | Croatia Open Umag, Kroatië ATP International Series $ 375.000 - gravel - 32S/32Q/16D                                            | Álex López Morón Rafael Nadal        | Todd Perry Thomas Shimada        | 6-3, 6-1                | details |
| 21 juli  | Generali Open Kitzbühel, Oostenrijk ATP International Series Gold $ 900.000 - gravel - 32S/24Q/16D                              | Guillermo Coria                      | Nicolás Massú                    | 6-1, 6-4, 6-2           | details |
| 21 juli  | Generali Open Kitzbühel, Oostenrijk ATP International Series Gold $ 900.000 - gravel - 32S/24Q/16D                              | Martin Damm Cyril Suk                | Jürgen Melzer Alexander Peya     | 6-4, 6-4                | details |
| 21 juli  | RCA Championships Indianapolis, Verenigde Staten ATP International Series $ 575.000 - hardcourt - 48S/24Q/16D                   | Andy Roddick                         | Paradorn Srichaphan              | 7-6(2), 6-4             | details |
| 21 juli  | RCA Championships Indianapolis, Verenigde Staten ATP International Series $ 575.000 - hardcourt - 48S/24Q/16D                   | Mario Ančić Andy Ram                 | Diego Ayala Robby Ginepri        | 2-6, 7-6(3), 7-5        | details |
| 28 juli  | Idea Prokom Open Sopot, Polen ATP International Series $ 475.000 - gravel - 32S/32Q/16D                                         | Guillermo Coria                      | David Ferrer                     | 7-5, 6-1                | details |
| 28 juli  | Idea Prokom Open Sopot, Polen ATP International Series $ 475.000 - gravel - 32S/32Q/16D                                         | Mariusz Fyrstenberg Marcin Matkowski | František Čermák Leoš Friedl     | 6-4, 6-7(7), 6-3        | details |
| 28 juli  | Mercedes-Benz Cup Los Angeles, Verenigde Staten ATP International Series $ 355.000 - hardcourt - 32S/32Q/16D                    | Wayne Ferreira                       | Lleyton Hewitt                   | 6-3, 4-6, 7-5           | details |
| 28 juli  | Mercedes-Benz Cup Los Angeles, Verenigde Staten ATP International Series $ 355.000 - hardcourt - 32S/32Q/16D                    | Jan-Michael Gambill Travis Parrott   | Joshua Eagle Sjeng Schalken      | 6-4, 3-6, 7-5           | details |
| 28 juli  | Legg Mason Tennis Classic Washington, Verenigde Staten ATP International Series $ 575.000 - hardcourt - 48S/24Q/16D             | Tim Henman                           | Fernando González                | 6-3, 6-4                | details |
| 28 juli  | Legg Mason Tennis Classic Washington, Verenigde Staten ATP International Series $ 575.000 - hardcourt - 48S/24Q/16D             | Jevgeni Kafelnikov Sargis Sargsian   | Chris Haggard Paul Hanley        | 7-5, 4-6, 6-2           | details |

### Augustus
| Week van                | Toernooi | Winnaar(s)                     | Finalist(en)                       | Uitslag finale      |         |
| ----------------------- | --- | ------------------------------ | ---------------------------------- | ------------------- | ------- |
| 4 augustus              | Canada Masters Montreal, Canada ATP Masters Series $ 2.200.000 - hardcourt - 64S/28Q/24D                          | Andy Roddick                   | David Nalbandian                   | 6-1, 6-3            | details |
| 4 augustus              | Canada Masters Montreal, Canada ATP Masters Series $ 2.200.000 - hardcourt - 64S/28Q/24D                          | Mahesh Bhupathi Maks Mirni     | Jonas Björkman Todd Woodbridge     | 6-3, 7-6(4)         | details |
| 11 augustus             | W&S Financial Group Masters Cincinnati, Verenigde Staten ATP Masters Series $ 2.200.000 - hardcourt - 56S/28Q/24D | Andy Roddick                   | Mardy Fish                         | 4-6, 7-6(3), 7-6(4) | details |
| 11 augustus             | W&S Financial Group Masters Cincinnati, Verenigde Staten ATP Masters Series $ 2.200.000 - hardcourt - 56S/28Q/24D | Bob Bryan Mike Bryan           | Wayne Arthurs Paul Hanley          | 7-5, 7-6(5)         | details |
| 18 augustus             | TD Waterhouse Cup Long Island, Verenigde Staten ATP International Series $ 335.000 - hardcourt - 48S/24Q/16D      | Paradorn Srichaphan            | James Blake                        | 6-2, 6-4            | details |
| 18 augustus             | TD Waterhouse Cup Long Island, Verenigde Staten ATP International Series $ 335.000 - hardcourt - 48S/24Q/16D      | Robbie Koenig Martín Rodríguez | Martin Damm Cyril Suk              | 6-3, 7-6(4)         | details |
| 25 augustus 1 september | US Open New York, Verenigde Staten Grand Slam $ 7.586.000 - hardcourt 128S/128Q/64D/32X                           | Andy Roddick                   | Juan Carlos Ferrero                | 6-3, 7-6(2), 6-3    | details |
| 25 augustus 1 september | US Open New York, Verenigde Staten Grand Slam $ 7.586.000 - hardcourt 128S/128Q/64D/32X                           | Jonas Björkman Todd Woodbridge | Bob Bryan Mike Bryan               | 5-7, 6-0, 7-5       | details |
| 25 augustus 1 september | US Open New York, Verenigde Staten Grand Slam $ 7.586.000 - hardcourt 128S/128Q/64D/32X                           | Bob Bryan Katarina Srebotnik   | Daniel Nestor Lina Krasnoroetskaja | 5-7, 7-5, 7-6(5)    | details |

### September
| Week van          | Toernooi | Winnaar(s)                      | Finalist(en)                     | Uitslag finale      |         |
| ----------------- | --- | ------------------------------- | -------------------------------- | ------------------- | ------- |
| 8 september       | BCR Open Romania Boekarest, Roemenië ATP International Series $ 355.000 - gravel - 32S/32Q/16D                 | David Sánchez                   | Nicolás Massú                    | 6-2, 6-2            | details |
| 8 september       | BCR Open Romania Boekarest, Roemenië ATP International Series $ 355.000 - gravel - 32S/32Q/16D                 | Karsten Braasch Sargis Sargsian | Simon Aspelin Jeff Coetzee       | 7-6(7), 6-2         | details |
| 8 september       | Brasil Open Costa do Sauípe, Brazilië International Series $ 355.000 - gravel - 32S/32Q/16D                    | Sjeng Schalken                  | Rainer Schüttler                 | 6-2, 6-4            | details |
| 8 september       | Brasil Open Costa do Sauípe, Brazilië International Series $ 355.000 - gravel - 32S/32Q/16D                    | Todd Perry Thomas Shimada       | Scott Humphries Mark Merklein    | 6-2, 6-4            | details |
| 19 - 21 september | Davis Cup (halve finale)                                                                                       |                                 |                                  |                     | details |
| 22 september      | Thailand Open Bangkok, Thailand ATP International Series $ 525.000 - hardcourt - 32S/32Q/16D                   | Taylor Dent                     | Juan Carlos Ferrero              | 6-3, 7-6(5)         | details |
| 22 september      | Thailand Open Bangkok, Thailand ATP International Series $ 525.000 - hardcourt - 32S/32Q/16D                   | Jonathan Erlich Andy Ram        | Andrew Kratzmann Jarkko Nieminen | 6-3, 7-6(4)         | details |
| 22 september      | Campionati Internazionali di Sicilia Palermo, Italië ATP International Series $ 355.000 - gravel - 32S/32Q/16D | Nicolás Massú                   | Paul-Henri Mathieu               | 1-6, 6-2, 7-6(0)    | details |
| 22 september      | Campionati Internazionali di Sicilia Palermo, Italië ATP International Series $ 355.000 - gravel - 32S/32Q/16D | Lucas Arnold Ker Mariano Hood   | František Čermák Leoš Friedl     | 7-6(6), 6-7(3), 6-3 | details |
| 22 september      | Heineken Open Shanghai, China ATP International Series $ 355.000 - hardcourt - 32S/32Q/16D                     | Mark Philippoussis              | Jiří Novák                       | 6-2, 6-1            | details |
| 22 september      | Heineken Open Shanghai, China ATP International Series $ 355.000 - hardcourt - 32S/32Q/16D                     | Wayne Arthurs Paul Hanley       | Shao Xuan Zeng Ben-Qiang Zhu     | 6-2, 6-4            | details |
| 29 september      | AIG Japan Open Tennis Champs Tokio, Japan ATP International Series Gold $ 665.000 - hardcourt - 56S/16Q/28D    | Rainer Schüttler                | Sébastien Grosjean               | 7-6(5), 6-2         | details |
| 29 september      | AIG Japan Open Tennis Champs Tokio, Japan ATP International Series Gold $ 665.000 - hardcourt - 56S/16Q/28D    | Justin Gimelstob Nicolas Kiefer | Scott Humphries Mark Merklein    | 6-7(6), 6-3, 7-6(4) | details |
| 29 september      | Open de Moselle Metz, Frankrijk International Series $ 355.000 - hardcourt (i) - 32S/32Q/16D                   | Arnaud Clément                  | Fernando González                | 6-3, 1-6, 6-3       | details |
| 29 september      | Open de Moselle Metz, Frankrijk International Series $ 355.000 - hardcourt (i) - 32S/32Q/16D                   | Julien Benneteau Nicolas Mahut  | Michaël Llodra Fabrice Santoro   | 7-6(2), 6-3         | details |
| 29 september      | Kremlin Cup Moskou, Rusland International Series $ 975.000 - tapijt (i) - 32S/32Q/16D                          | Taylor Dent                     | Sargis Sargsian                  | 7-6(5), 6-4         | details |
| 29 september      | Kremlin Cup Moskou, Rusland International Series $ 975.000 - tapijt (i) - 32S/32Q/16D                          | Mahesh Bhupathi Maks Mirni      | Wayne Black Kevin Ullyett        | 6-3, 7-5            | details |

### Oktober
| Week van   | Toernooi | Winnaar(s)                     | Finalist(en)                      | Uitslag finale      |         |
| ---------- | --- | ------------------------------ | --------------------------------- | ------------------- | ------- |
| 6 oktober  | Grand Prix de Tennis de Lyon Lyon, Frankrijk ATP International Series $ 775.000 - tapijt (i)- 32S/32Q/16D        | Rainer Schüttler               | Arnaud Clément                    | 7-5, 6-3            | details |
| 6 oktober  | Grand Prix de Tennis de Lyon Lyon, Frankrijk ATP International Series $ 775.000 - tapijt (i)- 32S/32Q/16D        | Jonathan Erlich Andy Ram       | Julien Benneteau Nicolas Mahut    | 6-1, 6-3            | details |
| 6 oktober  | CA Tennis Trophy Wenen, Oostenrijk ATP International Series Gold $ 665.000 - hardcourt (i) - 32S/32Q/16D         | Roger Federer                  | Carlos Moyá                       | 6-3, 6-3, 6-3       | details |
| 6 oktober  | CA Tennis Trophy Wenen, Oostenrijk ATP International Series Gold $ 665.000 - hardcourt (i) - 32S/32Q/16D         | Yves Allegro Roger Federer     | Mahesh Bhupathi Maks Mirni        | 7-6(7), 7-5         | details |
| 13 oktober | Mutua Madrileña Madrid Masters Madrid, Spanje ATP World Masters Series $ 2.200.000 - hardcourt (i) - 48S/28Q/16D | Juan Carlos Ferrero            | Nicolás Massú                     | 6-3, 6-4, 6-3       | details |
| 13 oktober | Mutua Madrileña Madrid Masters Madrid, Spanje ATP World Masters Series $ 2.200.000 - hardcourt (i) - 48S/28Q/16D | Mahesh Bhupathi Maks Mirni     | Wayne Black Kevin Ullyett         | 6-2, 2-6, 6-3       | details |
| 20 oktober | Davidoff Swiss Indoors Bazel, Zwitserland ATP International Series $ 975.000 - tapijt (i) - 32S/32Q/16D          | Guillermo Coria                | David Nalbandian                  | Walk-over           | details |
| 20 oktober | Davidoff Swiss Indoors Bazel, Zwitserland ATP International Series $ 975.000 - tapijt (i) - 32S/32Q/16D          | Mark Knowles Daniel Nestor     | Lucas Arnold Ker Mariano Hood     | 6-4, 6-2            | details |
| 20 oktober | St. Petersburg Open Sint-Petersburg, Rusland ATP International Series $ 975.000 - hardcourt (i) - 32S/32Q/16D    | Gustavo Kuerten                | Sargis Sargsian                   | 6-4, 6-3            | details |
| 20 oktober | St. Petersburg Open Sint-Petersburg, Rusland ATP International Series $ 975.000 - hardcourt (i) - 32S/32Q/16D    | Julian Knowle Nenad Zimonjić   | Michael Kohlmann Rainer Schüttler | 7-6(1), 6-3         | details |
| 20 oktober | If Stockholm Open Stockholm, Zweden ATP International Series $ 625.000 - hardcourt (i) - 32S/32Q/16D             | Mardy Fish                     | Robin Söderling                   | 7-5, 3-6, 7-6(4)    | details |
| 20 oktober | If Stockholm Open Stockholm, Zweden ATP International Series $ 625.000 - hardcourt (i) - 32S/32Q/16D             | Jonas Björkman Todd Woodbridge | Wayne Arthurs Paul Hanley         | 6-3, 6-4            | details |
| 27 oktober | BNP Paribas Masters Parijs, Frankrijk ATP Masters Series $ 2.200.000 - tapijt (i) - 48S/24Q/24D                  | Tim Henman                     | Andrei Pavel                      | 6-2, 7-6(6), 7-6(2) | details |
| 27 oktober | BNP Paribas Masters Parijs, Frankrijk ATP Masters Series $ 2.200.000 - tapijt (i) - 48S/24Q/24D                  | Wayne Arthurs Paul Hanley      | Michaël Llodra Fabrice Santoro    | 6-3, 1-6, 6-3       | details |

### November
| Week van         | Toernooi                                                                                             | Winnaar(s)           | Finalist(en)                   | Uitslag finale                |               |
| ---------------- | --- | -------------------- | ------------------------------ | ----------------------------- | ------------- |
| 10 november      | Tennis Masters Cup Houston, Verenigde Staten Tennis Masters Cup $ 4.450.000 - hardcourt - 8S/8D (RR) | Roger Federer        | Andre Agassi                   | 6-3, 6-0, 6-4                 | details       |
| 10 november      | Tennis Masters Cup Houston, Verenigde Staten Tennis Masters Cup $ 4.450.000 - hardcourt - 8S/8D (RR) | Bob Bryan Mike Bryan | Michaël Llodra Fabrice Santoro | 6-7(6), 6-3, 3-6, 7-6(3), 6-4 | details       |
| 17 november      | Geen toernooi                                                                                        | Geen toernooi        | Geen toernooi                  | Geen toernooi                 | Geen toernooi |
| 28 - 30 november | Davis Cup (finale)                                                                                   | Australië            | Spanje                         | 3-1                           | details       |

### December
geen toernooien

## Statistieken toernooien

### Toernooien per ondergrond
| ondergrond   | aantal | buiten/binnen | aantal |
| ------------ | ------ | ------------- | ------ |
| hardcourt    | 33     | buiten        | 22     |
| hardcourt    | 33     | binnen        | 11     |
| gravel       | 25     | buiten        | 25     |
| gravel       | 25     | binnen        | 0      |
| tapijt       | 5      | binnen        | 5      |
| gras         | 6      | buiten        | 6      |
| verschillend | 1      | verschillend  | 1      |
| TOTAAL       | 70     |               |        |

### Best of five finales enkelspel
| Categorie                     | Aantal |
| ----------------------------- | ------ |
| Grand Slams                   | 4/4    |
| Tennis Masters Cup            | 1/1    |
| Tennis Masters Series         | 4/9    |
| ATP International Series Gold | 4/9    |
| ATP International Series      | 1/44   |
| World Team Cup                | 0/1    |
| ITF evenementen               | 1/2    |
| Totaal                        | 15/70  |